# Kris Boyd
Kris Boyd (Irvine, 18 agosto 1983) è un ex calciatore scozzese, di ruolo attaccante.
È il miglior marcatore nella storia della Scottish Premier League con 167 gol complessivi.

## Carriera

### Club
La carriera di Boyd iniziò nel Kilmarnock, squadra con la quale esordì in Prima Divisione nell'ultima giornata del campionato 2000/01 contro il Celtic, in quella che fu anche la partita d'addio di Ally McCoist. Proprio il ritiro di McCoist diede a Boyd l'occasione di trovare nella stagione successiva un posto più o meno fisso in squadra, opportunità che il giovane attaccante capitalizzò andando a segno cinque volte durante la stagione. Nel campionato 2002-2003 Boyd migliorò il suo score, andando a segno 12 volte e si guadagnò anche la maglia della selezione scozzese Under-21. Incrementò il suo record personale nella stagione successiva, segnando 15 goal e, nel 2004/05, riuscì a realizzare cinque marcature in un solo incontro, un 5-1 contro il Dundee Utd., che ne fanno il miglior marcatore di una singola partita di campionato scozzese insieme a Kenny Miller, che realizzò tale record durante Rangers - St. Mirren del 2001.
L'estate del 2005 fu l'ultima di Boyd al Kilmarnock. Diverse squadre da tutto il Regno Unito si stavano interessando all'attaccante scozzese, in particolare le formazioni di Seconda Divisione inglese Cardiff City e Sheffield Wednesday, che avevano offerto 500.000 sterline a testa per assicurarsene le prestazioni. Boyd tuttavia rifiutò le offerte e a metà stagione, il 1º gennaio 2006, firmò il contratto che lo legava ai Rangers e sei giorni dopo esordì con la squadra di Glasgow, in Coppa di Scozia, vincendo 5-0 contro il Peterhead e segnando 3 goal. Alla fine della stagione, conteggiando le performance congiunte Kilmarnock - Rangers, Boyd mise a segno 37 goal, 20 dei quali con i Rangers, risultando il miglior marcatore stagionale di entrambe le squadre.
Il campionato 2006-2007 vide Boyd venire utilizzato saltuariamente dal nuovo tecnico Paul Le Guen. Il momento di massima frizione con l'allenatore francese si ebbe quando questi mise fuori squadra il capitano Barry Ferguson, cosa che indusse Boyd, nella partita immediatamente successiva, a mostrare solidarietà al compagno di squadra indicando il segno "6" (il numero di maglia di Ferguson) con le dita delle mani subito dopo aver realizzato un goal. Qualche giorno dopo Le Guen si dimise e la guida dei Rangers fu assunta dalla coppia Walter Smith / Ally McCoist. Boyd ha segnato una hat trick (tripletta) il 17 marzo 2007 contro l'Aberdeen, battuto 3-0.
Boyd il 30 dicembre 2009, sempre contro il Dundee Utd, segnò nuovamente 5 gol nella partita terminata 7-1. Con queste 5 reti Boyd raggiunse quota 160 gol in Scottish Premier League, che lo incoronarono miglior realizzatore nella storia della competizione. Il precedente record apparteneva a Henrik Larsson (158). Al termine dell'annata arrivò a quota 164 reti in Scottish Premier. Vinse il campionato e fu, con 23 reti, capocannoniere del campionato.
Scaduto il suo contratto con i Rangers, il 4 luglio 2010 annunciò di essersi accordato con Middlesbrough, nobile decaduta del calcio inglese che cerca di tornare in Premier League. Il 22 agosto 2010 segnò il suo primo gol con il Middlesbrough, nella partita vinta 1-0 contro lo Sheffield United. Il 1º febbraio 2011 Boyd realizzò il suo 200º gol in carriera, aprendo le marcature nel match interno vinto 2-0 con lo Scunthorpe United. L'8 marzo 2011 si trasferì in prestito al Nottingham Forest fino al termine della stagione. Realizzò 6 gol in 10 partite prima di fare ritorno al Boro.
Il 9 luglio 2011, dopo aver consensualmente rescisso il contratto con il Middlesbrough, firma un contratto triennale con i turchi dell'Eskişehirspor. Dopo aver giocato solamente 76 minuti in due partite nei mesi in Turchia, Boyd, il 19 dicembre 2011 ha rescisso il contratto e ha avviato una procedura legale contro il club, affermando di non essere mai stato pagato durante la sua permanenza a Eskişehir.
Il 31 gennaio 2012, l'ultimo giorno di calciomercato, firma un contratto di un anno con i Portland Timbers.
Il 25 febbraio 2013 firma un contratto con il Kilmarnock, facendo così ritorno al club che lo aveva lanciato.
Il 1º luglio 2014 fa ritorno ai Rangers dopo quattro anni.

### Nazionale
La prima partita giocata da Boyd con la maglia della nazionale scozzese fu contro la Bulgaria, battuta per 5-1 l'11 maggio 2006. Il debutto coincise anche con il battesimo del goal, visto che Boyd segnò due volte. Impegnato a tempo pieno nel girone di qualificazione al campionato d'Europa 2008, Boyd ha giocato a tutto agosto 2007 altre otto partite con ulteriori 3 goal.
Dopo la partita di qualificazione ai mondiali del 2010 Scozia-Norvegia (0-0) dell'11 ottobre 2008, Boyd ha deciso di non rispondere più alle chiamate della sua nazionale finché questa sarà allenata da George Burley, "colpevole" di non averlo fatto scendere in campo in quell'occasione.
Il 16 novembre 2009 Burley fu esonerato a causa degli scarsi risultati ottenuti (3 vittorie in 14 partite da allenatore). La federazione scozzese assunse allora Craig Levein e Boyd dichiarò che sarebbe stato pronto a giocare di nuovo per la Scozia. Il 22 febbraio 2010 Boyd fu convocato per l'amichevole contro la Repubblica Ceca e il 3 marzo, entrando nel secondo tempo della partita, tornò a giocare con la maglia scozzese.

## Statistiche

### Cronologia presenze e reti in nazionale
| Cronologia completa delle presenze e delle reti in nazionale ― Scozia | Cronologia completa delle presenze e delle reti in nazionale ― Scozia | Cronologia completa delle presenze e delle reti in nazionale ― Scozia | Cronologia completa delle presenze e delle reti in nazionale ― Scozia | Cronologia completa delle presenze e delle reti in nazionale ― Scozia | Cronologia completa delle presenze e delle reti in nazionale ― Scozia | Cronologia completa delle presenze e delle reti in nazionale ― Scozia | Cronologia completa delle presenze e delle reti in nazionale ― Scozia |
| Data                                                                  | Città                                                                 | In casa                                                               | Risultato                                                             | Ospiti                                                                | Competizione                                                          | Reti                                                                  | Note                                                                  |
| --------------------------------------------------------------------- | --------------------------------------------------------------------- | --------------------------------------------------------------------- | --------------------------------------------------------------------- | --------------------------------------------------------------------- | --------------------------------------------------------------------- | --------------------------------------------------------------------- | --------------------------------------------------------------------- |
| 11-5-2006                                                             | Kobe                                                                  | Scozia                                                                | 5 – 1                                                                 | Bulgaria                                                              | Amichevole                                                            | 2                                                                     | 52’                                                                   |
| 13-5-2006                                                             | Saitama                                                               | Giappone                                                              | 0 – 0                                                                 | Scozia                                                                | Amichevole                                                            | -                                                                     | 59’ 62’                                                               |
| 2-9-2006                                                              | Glasgow                                                               | Scozia                                                                | 6 – 0                                                                 | Fær Øer                                                               | Qual. Euro 2008                                                       | 2                                                                     |                                                                       |
| 6-9-2006                                                              | Kaunas                                                                | Lituania                                                              | 1 – 2                                                                 | Scozia                                                                | Qual. Euro 2008                                                       | -                                                                     | 42’                                                                   |
| 11-10-2006                                                            | Kiev                                                                  | Ucraina                                                               | 2 – 0                                                                 | Scozia                                                                | Qual. Euro 2008                                                       | -                                                                     | 73’                                                                   |
| 24-3-2007                                                             | Glasgow                                                               | Scozia                                                                | 2 – 1                                                                 | Georgia                                                               | Qual. Euro 2008                                                       | 1                                                                     | 76’                                                                   |
| 28-3-2007                                                             | Bari                                                                  | Italia                                                                | 2 – 0                                                                 | Scozia                                                                | Qual. Euro 2008                                                       | -                                                                     | 80’                                                                   |
| 30-5-2007                                                             | Vienna                                                                | Austria                                                               | 0 – 1                                                                 | Scozia                                                                | Amichevole                                                            | -                                                                     |                                                                       |
| 6-6-2007                                                              | Toftir                                                                | Fær Øer                                                               | 0 – 2                                                                 | Scozia                                                                | Qual. Euro 2008                                                       | 1                                                                     | 82’                                                                   |
| 22-8-2007                                                             | Aberdeen                                                              | Scozia                                                                | 1 – 0                                                                 | Sudafrica                                                             | Amichevole                                                            | 1                                                                     | 68’                                                                   |
| 8-9-2007                                                              | Glasgow                                                               | Scozia                                                                | 3 – 1                                                                 | Lituania                                                              | Qual. Euro 2008                                                       | -                                                                     |                                                                       |
| 17-10-2007                                                            | Tbilisi                                                               | Georgia                                                               | 2 – 0                                                                 | Scozia                                                                | Qual. Euro 2008                                                       | -                                                                     | 66’                                                                   |
| 17-11-2007                                                            | Glasgow                                                               | Scozia                                                                | 1 – 2                                                                 | Italia                                                                | Qual. Euro 2008                                                       | -                                                                     | 90+2’                                                                 |
| 26-3-2008                                                             | Glasgow                                                               | Scozia                                                                | 1 – 1                                                                 | Croazia                                                               | Amichevole                                                            | -                                                                     | 72’                                                                   |
| 6-9-2008                                                              | Skopje                                                                | Macedonia                                                             | 1 – 0                                                                 | Scozia                                                                | Qual. Mondiali 2010                                                   | -                                                                     | 80’                                                                   |
| 3-3-2010                                                              | Glasgow                                                               | Scozia                                                                | 1 – 0                                                                 | Rep. Ceca                                                             | Amichevole                                                            | -                                                                     | 63’                                                                   |
| 11-8-2010                                                             | Solna                                                                 | Svezia                                                                | 3 – 0                                                                 | Scozia                                                                | Amichevole                                                            | -                                                                     | 64’                                                                   |
| 7-9-2010                                                              | Glasgow                                                               | Scozia                                                                | 2 – 1                                                                 | Liechtenstein                                                         | Qual. Euro 2012                                                       | -                                                                     | 66’                                                                   |
| Totale                                                                |                                                                       | Presenze                                                              | 18                                                                    |                                                                       | Reti                                                                  | 7                                                                     |                                                                       |

## Palmarès

### Club
- Campionato scozzese: 2

Rangers: 2008-2009, 2009-2010
- Coppa di Scozia: 2

Rangers: 2007-2008, 2008-2009
- Coppa di Lega scozzese: 2

Rangers: 2007-2008, 2009-2010

### Individuale
- Capocannoniere della Scottish Premier League: 5

2005-2006 (32 gol), 2006-2007 (20 gol), 2008-2009 (27 gol), 2009-2010 (23 gol), 2017-2018 (18 gol)
- Capocannoniere della Scottish League Cup: 1

2007-2008 (5 reti)